# Erovnuli Liga 2
La Erovnuli Liga 2, hasta 2016 denominada Pirveli Liga (en georgiano, პირველი ლიგა) es la segunda división de fútbol profesional en Georgia.

## Historia
La primera liga georgiana se organizó en 1990. Hoy se disputa en un solo grupo, en el pasado hubo épocas en la que se disputaba en distintos grupos, que eran de orientales y de occidentales.

## Estructura y Sistema de la liga
La Pirveli Liga se juega con 10 equipos.
Como es la segunda división de fútbol profesional en Georgia, el campeón y subcampeón de la Liga Pirveli son promovidos a la Umaglesi Liga, liga superior de Georgia.

## Equipos 2025
| Equipo             | Ciudad    | Estadio                        | Capacidad |
| ------------------ | --------- | ------------------------------ | --------- |
| Dinamo-2           | Tbilisi   | Dinamos Sapekhburto Akademia   | 1,000     |
| Gonio              | Gonio     | Estadio Central                | 1,000     |
| Iberia 1999-2      | Tbilisi   | Estadio Bendela                | 1,800     |
| Locomotive Tbilisi | Tbilisi   | Estadio Mikheil Meskhi         | 27,223    |
| Merani Martvili    | Martvili  | Estadio Municipal              | 2,000     |
| Meshakhte Tkibuli  | Tkibuli   | Estadio Vladimer Bochorishvili | 6,000     |
| Rustavi            | Rustavi   | Estadio Technical Centre       | 1,000     |
| Samtredia          | Samtredia | Estadio Erosi Manjgaladze      | 2,000     |
| Sioni Bolnisi      | Bolnisi   | Estadio Tamaz Stepania         | 3,000     |
| Spaeri             | Tbilisi   | Estadio Kakha Maisuradze       | 2,500     |